# Monkey Bar Games
Monkey Bar Games is een computerspelbedrijf uit Chapel Hill, North Carolina. Het bedrijf is opgericht in 2005 en fungeert als een aparte ontwikkelingsafdeling van Vicious Cycle Software.

## Ontwikkelde spellen
| Release | Titel                                                       | Platform                                                | Uitgever             |
| ------- | ----------------------------------------------------------- | ------------------------------------------------------- | -------------------- |
| 2005    | Dora the Explorer: Journey to the Purple Planet             | GameCube, PlayStation 2                                 | Global Star Software |
| 2006    | Curious George                                              | GameCube, PlayStation 2, Windows, Xbox                  | Namco                |
| 2006    | Flushed Away                                                | GameCube, PlayStation 2                                 | D3 Publisher         |
| 2008    | Ben 10: Alien Force                                         | PlayStation 2, PlayStation Portable, Wii                | D3 Publisher         |
| 2010    | Verschrikkelijke Ikke en de Rest Kan Stikken: The Videogame | PlayStation 2, PlayStation Portable, Wii                | D3 Publisher         |
| 2011    | Ben 10: Galactic Racing                                     | PlayStation 3, Xbox 360, Nintendo DS, Wii, Nintendo 3DS | D3 Publisher         |
| 2012    | Madagascar 3: The Video Game                                | PlayStation 3, Wii, Xbox 360                            | D3 Publisher         |
| 2013    | Pac-Man and the Ghostly Adventures                          | PlayStation 3, Wii, Wii U Xbox 360                      | D3 Publisher         |
| 2013    | Turbo: Super Stunt Squad                                    | PlayStation 3, Wii U Xbox 360                           | D3 Publisher         |